# Aquopolis
Aquopolis (vroeger Aquaparc, daarna Aquapolis) is een waterparkketen van de groep Parques Reunidos. De keten heeft zes parken verspreid over heel Spanje.

## La Pineda
Het Aquopolispark in La Pineda is vooral in de zomer een drukbezocht park. Door de ligging van het park nabij de badsteden Salou, Cambrils en La Pineda krijgt het park veel toeristen over de vloer. Onder andere Nederlanders, Belgen en Engelsen zorgen voor een groot aandeel van de inkomsten tijdens de zomermaanden.
Het park bezit ook een dolfinarium waar tijdens de zomermaanden enkele keren per dag een show wordt opgevoerd. Het dolfinarium wordt beschouwd als een apart gedeelte en zit niet in het normale ticket.

### Attracties
| Attractie         | Soort baan                 |
| ----------------- | -------------------------- |
| Aquamania         | Snelle glijbaan            |
| Black Hole        | Donkere buisglijbaan       |
| Boomerang         |                            |
| Castillo infantil | Kinderzone                 |
| Isla del tesoro   | Meervoudige kinderglijbaan |
| Jacuzzi           | Jacuzzi                    |
| Kamikazes         | Steile glijbaan            |
| Piscina Americana | Amerikaans bad met spelen  |
| Piscina de Olas   | Golfbad                    |
| Pistas Blandas    | Meervoudige glijbaan       |
| Río de Rápidos    | Rio glijbaan met banden    |
| Sinuosos          | Rio glijbaan               |
| Splash            | Steile glijbaan            |
| Tortuga Aventura  | Kinderglijbaan             |

## Madrid
De provincie Madrid heeft twee Aquopolisparken. Eén in Villanueva de la Cañada en een ander in San Fernando de Henares. Beide parken worden vaak bezocht door de Spanjaarden die er wonen en in mindere mate door toeristen.

### Attracties - Villanueva de la Cañada
| Attractie                | Soort baan              |
| ------------------------ | ----------------------- |
| Black Hole               | Donkere buisglijbaan    |
| El estanque infantil     | Kinderzone              |
| El río rápido            | Rio glijbaan met banden |
| Estanque Dorado y Splash | Steile glijbaan         |
| Lago de las actividades  | Amerikaans bad          |
| Piscina de olas          | Golfbad                 |
| Pistas Blandas           |                         |
| Río lento y Boomerang    |                         |
| Súper Slide              |                         |
| Zig Zag                  |                         |

### Attracties - San Fernando de Henares
| Attractie                       | Soort baan           |
| ------------------------------- | -------------------- |
| Espirales                       | Spiraalglijbaan      |
| Nueva zona de juegos infantiles | Kinderzone           |
| Kamikazes                       | Steile glijbaan      |
| Laberinto de gusanos            | Kinderzone           |
| Lago                            | Zwembad              |
| Parabolico                      |                      |
| Piscina de olas                 | Golfbad              |
| Piscina infantil                | Kinderbad            |
| Pistas Blandas                  | Meervoudige glijbaan |
| Ríos                            | Rio glijbaan         |
| Toboganes de bola               | Kinderglijbaan       |
| Toboganes infantiles            | Kinderglijbanen      |